# Liste der Denkmäler des Deutsch-Französischen Krieges in Hessen
Diese Liste gibt einen Überblick über Denkmäler in Hessen, die sich schwerpunktmäßig der Geschichte des Deutsch-Französischen Krieges von 1870/1871 widmen.

## Liste

### Regierungsbezirk Darmstadt
| Alsbach-Hähnlein |

| Altenhaßlau |

| Altenstadt |

| Babenhausen |

| Bad Homburg |

| Bad König |

| Bad Soden |

| Bad Vilbel |

| Bärstadt |

| Bauschheim |

| Beerfelden |

| Bensheim |

| Biblis |

| Biebesheim am Rhein |

| Birkenau |

| Bobstadt |

| Brensbach |

| Bruchköbel |

| Bürstadt |

| Butzbach |

| Crumstadt |

| Darmstadt |

| Darmstadt-Bessungen |

| Darmstadt-Eberstadt |

| Dieburg |

| Egelsbach |

| Eibingen |

| Eltville |

| Eschollbrücken |

| Erzhausen |

| Eschborn |

| Fischbachtal |

| Flörsheim |

| Frankfurt |

| Friedberg |

| Friedrichsdorf |

| Gadernheim |

| Geisenheim |

| Gelnhausen |

| Gernsheim |

| Götzenhain |

| Gräfenhausen |

| Griesheim |

| Groß-Bieberau |

| Groß-Rohrheim |

| Groß-Umstadt |

| Güttersbach |

| Habitzheim |

| Hainburg |

| Hanau |

| Hasselbach |

| Hattersheim |

| Heppenheim |

| Hergershausen |

| Hering |

| Hochheim |

| Hofheim |

| Idstein |

| Jugenheim |

| Kiedrich |

| Königstein |

| Kriftel |

| Lampertheim |

| Langen |

| Langenselbold |

| Leeheim |

| Lindenfels |

| Lorch |

| Lorsch |

| Nauheim |

| Neu-Isenburg |

| Neustadt |

| Nidda |

| Nieder-Florstadt |

| Ober-Mörlen |

| Oestrich |

| Offenbach |

| Pfungstadt |

| Rauenthal |

| Reichenbach |

| Reichelsheim |

| Reichelsheim |

| Reinheim |

| Rodgau |

| Rodheim |

| Rothenberg |

| Rüdesheim |

| Salmünster |

| Schaafheim |

| Schlierbach |

| Seeheim |

| Somborn |

| Sprendlingen |

| Sulzbach |

| Traisa |

| Trebur |

| Usingen |

| Waldems |

| Wehrheim |

| Weiterstadt |

| Wiesbaden |

| Wiesbaden-Auringen |

| Wörsdorf |

| Wolfskehlen |

| Worfelden |

| Zwingenberg |

| Bild            | Ort                     | Ortsteil                  | Lage | Beschreibung |
| --------------- | ----------------------- | ------------------------- | --- | --- |
| Weitere Bilder  | Alsbach-Hähnlein        | Hähnlein                  | Hähnlein, vor Gernsheimer Straße 31 49° 44′ 10,5″ N, 8° 34′ 26,7″ O                                                 | Vor der ehemaligen Schule befindet sich das vom damaligen Kriegerverein erbaute Kriegerdenkmal. Es erinnert an die Gefallenen des Deutschen Krieges 1866 und des Deutsch-Französischen Kriegs. Es steht unter Denkmalschutz. |
| Bild gesucht BW | Altenstadt              | Altenstadt                | Friedhof Altenstadt 50° 17′ 25″ N, 8° 56′ 41,2″ O                                                                   | Das Denkmal auf dem Friedhof erinnert an die Kriegsgefallenen. Es bestand aus einem Obelisken auf viereckigem Sockel. Die Front des Obelisken wird von einem Lorbeerkranz geschmückt. |
| Weitere Bilder  | Babenhausen             | Babenhausen               | auf dem Friedhof 49° 57′ 42″ N, 8° 56′ 48,3″ O                                                                      | Das Kriegerdenkmal ist ein Obelisk aus schwarzem Stein. Es wurde im August 1895 vom Veteranen- und Militärverein auf dem Marktplatz vor der evangelischen Kirche aufgestellt, 1932 auf den Bahnhofsvorplatzes versetzt und 2013 auf den Friedhof in Babenhausen verlegt |
|                 | Babenhausen             | Hergershausen             | bei der Kirche 49° 38′ 24,5″ N, 8° 54′ 27,1″ O                                                                      | Das Denkmal aus hellem Sandstein im Stil einer gotischen Kathedrale steht am Eingang zum Garten der Evangelischen Kirche und steht unter Denkmalschutz. |
|                 | Babenhausen             | Sickenhofen               | Vor dem Friedhof 49° 56′ 54,2″ N, 8° 55′ 57,1″ O                                                                    | Der schwarze Stein-Obelisk mit Bronze-Adler auf der Spitze steht vor dem Friedhof von Sickenhofen und steht unter Denkmalschutz. |
|                 | Bad Homburg             | Bad Homburg               | Erlöserkirche 50° 13′ 35,5″ N, 8° 36′ 42″ O                                                                         | Im Inneren der Erlöserkircher erinnert eine Tafel an die Gefallenen des Deutsch-Französischen Kriegs. |
| Weitere Bilder  | Bad Homburg             | Bad Homburg               | Kriegerdenkmal Waisenhausplatz 50° 13′ 38,3″ N, 8° 36′ 54,7″ O                                                      | Das Kriegerdenkmal der Stadt Bad Homburg erinnert an die fünf Homburger Soldaten, die im Deutsch-Französischen Krieg von 1870/1871 gefallen waren. Es wurde von dem Baumeister Christian Holler entworfen und vom Bildhauer Jacob Mey ausgeführt. Die feierliche Enthüllung fand am 10. Mai 1875 statt. Das Denkmal steht als Kulturdenkmal unter Denkmalschutz. |
|                 | Bad Homburg             | Ober-Eschbach             | Auf dem Friedhof 50° 12′ 52,8″ N, 8° 39′ 15,2″ O                                                                    | 1905 wurde das Granitdenkmal aufgestellt, dass an die 7 Gefallenen aus Ober-Eschbach erinnert |
|                 | Bad König               | Bad König                 | Friedhof Bad König 49° 44′ 26,2″ N, 9° 0′ 58,7″ O                                                                   | Das Kriegerdenkmal auf dem Friedhof ist eine Brunnenanlage. Das zweiflüglige Denkmal ist gekrönt mit einem Löwen. |
| Weitere Bilder  | Bad Nauheim             | Bad Nauheim               | Alter Friedhof Bad Nauheim 50° 21′ 43,8″ N, 8° 44′ 11,3″ O                                                          | Das Kriegerdenkmal auf dem in eine Parkanlage umgewandelten Alten Friedhofs ist ein Obelisk.Das Denkmal steht als Kulturdenkmal unter Denkmalschutz. |
| Weitere Bilder  | Bad Soden am Taunus     | Neuenhain                 | Neuenhain, Königsteiner Straße 166 50° 9′ 14,3″ N, 8° 29′ 32,3″ O                                                   | Die „Friedenseiche“ wurde 1871 anlässlich des Sieges im Deutsch-Französischen Krieg gepflanzt. Die Eiche ist auch wegen ihres großen Stammumfanges, der exponierten Lage ihres Standortes und ihrer ausladenden Krone in Bad Soden Neuenhain ortsbildprägend und steht daher als Naturdenkmal unter Schutz, siehe Liste der Naturdenkmale in Bad Soden am Taunus. |
|                 | Bad Soden-Salmünster    | Salmünster                | Frankfurter Straße / Ecke Schwedenring 50° 16′ 30,1″ N, 9° 21′ 58,5″ O                                              | Das Denkmal ist ein mit einem Adler gekrönter Obelisk. Es steht unter Denkmalschutz. |
| Weitere Bilder  | Bad Vilbel              | Bad Vilbel                | Friedhof in der Lohstraße 50° 11′ 9,9″ N, 8° 45′ 5″ O                                                               | Das Denkmal wurde vor 1910 auf der Kreuzung Frankfurter Straße/Südbahnhof errichtet und soll an die Gefallenen des Krieges 1870/71 erinnern. Es wurde später auf den Friedhof in der Lohstraße transloziert. |
| Bild gesucht BW | Bensheim                | Bensheim                  | Friedhof 49° 40′ 34,5″ N, 8° 37′ 27,3″ O                                                                            | Das Kriegerdenkmal aus Granit nennt auf Kupfertafeln die Gefallenen. |
| Weitere Bilder  | Biebesheim am Rhein     | Biebesheim am Rhein       | Bahnhofstraße Ecke Rheinstraße 49° 46′ 47″ N, 8° 27′ 54,3″ O                                                        | Das viereckige Kriegerdenkmal aus dem Jahr 1907 besteht aus Muschelkalkstein und ist von einem Adler gekrönt. |
|                 | Biblis                  | Biblis                    | Ehemaliger Friedhof 49° 41′ 15,3″ N, 8° 27′ 1,6″ O                                                                  | Das Kriegerdenkmal aus dem Jahr 1900 ist ein Obelisk aus schwarzem Stein |
|                 | Birkenau                | Birkenau                  | Birkenau, Brückenstraße 49° 33′ 40,9″ N, 8° 42′ 18,2″ O                                                             | Der mit einem Adler gekrönte Obelisk steht unter Denkmalschutz. |
|                 | Brensbach               | Brensbach                 | Im Garten von St. Markus (Brensbach) 49° 46′ 21,5″ N, 8° 52′ 44,3″ O                                                | Das Kriegerdenkmal ist eine Sandsteinstele auf dreistufigem Sockel. |
| Bild gesucht BW | Breuberg                | Neustadt                  | in der Evangelischen Pfarrkirche, Erbacher Straße 1 49° 49′ 2,4″ N, 9° 2′ 3,7″ O                                    | In der Kirche befindet sich eine Tafel mit den Namen der Kriegsteilnehmer. |
|                 | Brombachtal             | Kirchbrombach             | Kirchbrombach, neben der Evangelischen Kirche 49° 44′ 9,1″ N, 8° 57′ 8,2″ O                                         | Das Denkmal ist eine Sandsteinsäule |
|                 | Bruchköbel              | Bruchköbel                | Bruchköbel, Hauptstraße 54 50° 10′ 43,2″ N, 8° 55′ 16,3″ O                                                          | Das Denkmal ist ein mit einem Adler gekrönter Obelisk und steht unter Denkmalschutz. |
| Weitere Bilder  | Bürstadt                | Bobstadt                  | Bobstadt, Grünanlage Alte Lindenstraße Ecke Bergstraße 49° 39′ 48″ N, 8° 26′ 49,9″ O                                | Am Denkmal für die Opfer des Ersten Weltkriegs führt eine Tafel auch die Teilnehmer des Krieges 1870/71 auf. Das Ehrenmal steht unter Denkmalschutz. |
|                 | Bürstadt                | Bürstadt                  | Bürstadt, Friedhof 49° 38′ 47,5″ N, 8° 27′ 16,6″ O                                                                  | Mit einem Adler gekrönter Obelisk. Er steht als Teil des Friedhofs unter Denkmalschutz. |
|                 | Büttelborn              | Klein-Gerau               | Klein-Gerau, gegenüber der Feuerwehr 49° 55′ 6,3″ N, 8° 31′ 2,8″ O                                                  | Das Kriegerdenkmal ist ein schwarzer Obelisk, gekrönt von einem hessischen Löwen. |
|                 | Büttelborn              | Worfelden                 | Worfelden, Friedhof 49° 55′ 38,1″ N, 8° 32′ 38,2″ O                                                                 | Das Kriegerdenkmal ist ein Sandsteinobelisk und eine davor liegende Metallplatte mit Ehrengrab. |
| Weitere Bilder  | Butzbach                | Butzbach                  | Butzbach, Kirchenplatz 50° 26′ 5,2″ N, 8° 40′ 25,7″ O                                                               | Sandsteinobelisk mit Bronzetafel mit Adlermotiv. Die Namenstafeln sind auf einem gesonderten Stein vor dem Denkmal eingraviert. |
|                 | Butzbach                | Pohl-Göns                 | Pohl-Göns, in der Mauer der Evangelischen Kirche 50° 27′ 42,6″ N, 8° 39′ 1,3″ O                                     | Das Denkmal ist eine Namenstafel in der Kirche. |
|                 | Darmstadt               | Arheilgen                 | Kirchhof der Auferstehungskirche in Darmstadt-Arheilgen 49° 54′ 48,5″ N, 8° 39′ 32,9″ O                             | Das Kriegerdenkmal wurde auf dem damaligen Friedhof aufgestellt. Es erinnert an die Gefallenen des Deutschen Krieges 1866 und des Deutsch-Französischen Kriegs. |
|                 | Darmstadt               | Bessungen                 | Friedhof Bessungen 49° 51′ 26,9″ N, 8° 39′ 23,4″ O                                                                  | Das Kriegerdenkmal aus rotem Sandstein, nennt die Namen der 70 im Krieg gefallenen Soldaten. |
| Weitere Bilder  | Darmstadt               | Darmstadt                 | Darmstadt, Alter Friedhof 49° 51′ 53,5″ N, 8° 39′ 59,2″ O                                                           | Obelisk aus hellem Sandstein mit 4 Marmortafeln. Das Denkmal steht unter Denkmalschutz |
|                 | Darmstadt               | Darmstadt                 | Darmstadt, Alter Friedhof 49° 51′ 55,8″ N, 8° 40′ 1,3″ O                                                            | Sandsteindenkmal mit daneben aufgestellter schwarzer Gedenktafel. |
|                 | Darmstadt               | Eberstadt                 | Kriegerdenkmal Darmstadt-Eberstadt, Ecke Heidelberger Landstraße, Seeheimer Straße 49° 48′ 48,6″ N, 8° 38′ 46,5″ O  | 1899 erbautes Denkmal, gekrönt mit einer als Galvanoplastik ausgeführte Germaniafigur aus Kupferblech. Das Denkmal steht unter Denkmalschutz. |
| Weitere Bilder  | Dieburg                 | Dieburg                   | Dieburg, neben der Wallfahrtskirche Dieburg 49° 53′ 58,4″ N, 8° 50′ 40,1″ O                                         | Aufwendiges Sandsteindenkmal. |
|                 | Dreieich                | Dreieichenhain            | Dreieichenhain, Alter Friedhof 49° 59′ 53,5″ N, 8° 42′ 25,7″ O                                                      | Sandsteinobelisk mit Relief und Inschrift „Den Opfern für das Vaterland“. Eine weitere Inschrift im Sockel gibt die Namen der gefallenen Soldaten sowie das Errichtungsjahr 1871 an. |
| Bild gesucht BW | Dreieich                | Götzenhain                | Götzenhain, Außenwand Friedhofskapelle 49° 59′ 57,5″ N, 8° 44′ 12,3″ O                                              | Eine moderne Bronzetafel nennt die Toten von 1870/71. |
|                 | Dreieich                | Sprendlingen              | Sprendlingen, Friedhof 50° 1′ 5,1″ N, 8° 41′ 55,3″ O                                                                | Das Gefallenendenkmal aus rotem Sandstein ist von einer Flammenschale gekrönt. |
|                 | Egelsbach               | Egelsbach                 | Egelsbach, Friedhof 49° 58′ 5,3″ N, 8° 39′ 5,9″ O                                                                   | Das Gefallenendenkmal ist ein hoher Obelisk aus rotem Sandstein, gekrönt mit Lorbeerkranz und Helm. |
|                 | Eltville am Rhein       | Eltville                  | Kriegerehrenmal Eltville, Platz von Montrichard 50° 1′ 26,5″ N, 8° 7′ 16,1″ O                                       | Das Denkmal in Form einer Statue der Germania in zeittypisch opulenten historistischen Formen wurde am 23. Juli 1882 eingeweiht. Die 3,50 m hohe Figur wurde aus einer sandsteinähnlichen Tonmasse nach Plänen des Bildhauers Alexander Calandrelli gefertigt. Das Denkmal steht unter Denkmalschutz. |
| Weitere Bilder  | Eltville am Rhein       | Rauenthal                 | Martinsthaler Str./Ecke Hauptstraße 50° 3′ 32,3″ N, 8° 6′ 41,1″ O                                                   | Errichtet vom Kriegerverein und den Einwohnern Rauenthals 1905. Inschrift: "Erinnerung an den siegreichen Feldzug 1870-71". Gedenktafeln für die Opfer beider Weltkriege später zugefügt. Ursprünglicher Standort war der Kirchplatz. Das Denkmal steht unter Denkmalschutz. |
|                 | Erzhausen               | Erzhausen                 | Erzhausen, hinter der Kirche 49° 57′ 12,7″ N, 8° 37′ 50″ O                                                          | Das Kriegerdenkmal ist ein an der Spitze abgeschrägter Obelisk mit Siegerkranz. |
| Weitere Bilder  | Eschborn                | Eschborn                  | Eschborn, Hunsrückstraße.jpg 50° 8′ 48,8″ N, 8° 34′ 22″ O                                                           | Obelisk aus weißem Sandstein, der laut Inschrift am 29. Juli 1888 neben der Evangelischen Hauptkirche aufgestellt wurde. Das Denkmal steht unter Denkmalschutz. |
|                 | Fischbachtal            | Niedernhausen             | Niedernhausen, Friedhof 49° 46′ 5,4″ N, 8° 48′ 35,4″ O                                                              | Das Kriegerdenkmal ist ein flacher Stein aus Granit mit eingelassener Sandsteintafel. |
|                 | Flörsheim am Main       | Flörsheim                 | Flörsheim-Stadtmitte, Hauptstraße 22, rechts neben dem Haupteingang der Galluskirche 50° 0′ 42,8″ N, 8° 25′ 40,8″ O | Denkmalgeschütztes Ehrenmal für die 70 Flörsheimer Teilnehmer am Deutsch-Französischen Krieg von 1870/71, mit bildlicher Darstellung drei gefallener Soldaten. Errichtet durch den ehemaligen Flörsheimer Kriegerverein (1872); ausgeführt von Karl Schichtel (Architekt), Christoph Munk (Steinmetz), sowie Gerhard Stückert, Kaspar Schuhmacher und Johann Bauer (Maurerarbeiten). |
|                 | Florstadt               | Nieder-Florstadt          | neben der evangelischen Kirche 50° 19′ 6″ N, 8° 51′ 50,9″ O                                                         | Das Denkmal ist ein Obelisk aus Sandstein. Auf dem Sockel sind die Kriegsopfer namentlich aufgeführt. Das Ehrenmal steht unter Denkmalschutz. |
| Bild gesucht BW | Freigericht             | Somborn                   | Somborn, Platz an der Karlstraße 50° 8′ 26,4″ N, 9° 6′ 58,5″ O                                                      | Das Kriegerdenkmal ist ein Sandsteinobelisk mit einem Reichsadler auf einer Weltkugel und steht unter Denkmalschutz |
| Weitere Bilder  | Friedberg               | Friedberg                 | Gedenkstätte auf dem Wartberg (Friedberg) 50° 19′ 32,8″ N, 8° 44′ 53,1″ O                                           | Das Kriegerdenkmal wurde 1923 bis 1928 errichtet. Es handelt sich um die Ergänzung eines Wasserturms und eines der wenigen nach dem Ersten Weltkrieg errichteten Denkmäler, die explizit auch die Toten von 1870/71 ehren. Es steht unter Denkmalschutz, siehe Liste der Kulturdenkmäler in Friedberg (Hessen). |
|                 | Friedberg               | Friedberg                 | Kaiserstraße | Das Kriegerdenkmal wurde 1956 abgerissen. Den knienden Soldaten und einen Adler aus Bronze hatte man bereits im Zweiten Weltkrieg eingeschmolzen. |
| Weitere Bilder  | Friedberg               | Ockstadt                  | Vor dem Friedhof 50° 20′ 4,3″ N, 8° 43′ 17,7″ O                                                                     | Das Kriegerdenkmal wurde 1895 bis 1896 anlässlich des 25. Jahrestags des Krieges errichtet. |
| Weitere Bilder  | Friedrichsdorf          | Köppern                   | Köppern, Zum Köpperner Tal 50° 16′ 42,4″ N, 8° 38′ 59,4″ O                                                          | Das Ehrenmal wurde 1873 auf Initiative des im Jahr zuvor gegründeten Kriegervereins inmitten des Dorfes, anstelle des alten Schulhauses am Markt, aufgestellt. Über Sockel stehender Obelisk aus Buntsandstein, an der Vorderseite geschmückt mit Lorbeerkranz und gekreuzten Schwertern in Relief. |
| Weitere Bilder  | Geisenheim              | Geisenheim                | Geisenheim, Bischof-Blum-Platz 49° 58′ 58,6″ N, 7° 58′ 2,7″ O                                                       | Ehrenmal für die drei Geisenheimer Gefallenen des Deutsch-Französischer Krieges von 1870/71. Gestiftet vom Kriegerverein Geisenheim, dessen Mitglieder namentlich auf drei Seiten des Denkmals genannt werden. Das Denkmal steht unter Denkmalschutz, siehe Liste der Kulturdenkmäler in Geisenheim. |
|                 | Gelnhausen              | Roth                      | Roth, Hochstraße 50° 12′ 26,3″ N, 9° 9′ 25,4″ O                                                                     | Das Denkmal steht unter Denkmalschutz, siehe Liste der Kulturdenkmäler in Gelnhausen |
| Weitere Bilder  | Gernsheim               | Gernsheim                 | Gernsheim, auf dem Friedhof 49° 45′ 7,9″ N, 8° 29′ 23,1″ O                                                          | Das Denkmal steht auf dem Friedhof von Gernsheim. |
|                 | Griesheim               | Griesheim                 | Griesheim, Friedhofsweg südlich der Trauerhalle 49° 51′ 55,7″ N, 8° 33′ 43,3″ O                                     | Einer Kirche nachempfundenes Denkmal aus Sandstein. |
| Weitere Bilder  | Groß-Bieberau           | Groß-Bieberau             | Groß-Bieberau, Marktstraße vor der Pfarrkirche 49° 47′ 57,7″ N, 8° 49′ 30,4″ O                                      | Das Denkmal steht mit der Evangelischen Pfarrkirche Groß-Bieberau unter Denkmalschutz, siehe Liste der Kulturdenkmäler in Groß-Bieberau. |
|                 | Groß-Rohrheim           | Groß-Rohrheim             | Groß-Rohrheim, Kirchstraße Ecke Rheinstraße 49° 43′ 0,4″ N, 8° 28′ 17,8″ O                                          | Das Denkmal ist eine dreieckige Steinsäule mit oben aufgesetztem Kreuz und steht unter Denkmalschutz. |
|                 | Groß-Umstadt            | Groß-Umstadt              | Groß-Umstadt, im Garten der evangelischen Stadtkirche 49° 52′ 7,5″ N, 8° 55′ 46,9″ O                                | Das Kriegerdenkmal ist ein Obelisk aus gelbem Sandstein mit Tafeln, die die Namen der Toten nennen. |
|                 | Groß-Umstadt            | Heubach                   | Heubach, Am Dorfbrunnen 49° 50′ 30,6″ N, 8° 57′ 50,2″ O                                                             | Das Denkmal ist ein schwarzer Marmorobelisk auf Rechtecksockel und steht unter Denkmalschutz. |
|                 | Groß-Umstadt            | Semd                      | Semd, Glockengasse 2 49° 52′ 26,5″ N, 8° 53′ 9,1″ O                                                                 | Das Denkmal ist ein heller Sandsteinobelisk und steht unter Denkmalschutz. |
|                 | Groß-Umstadt            | Wiebelsbach               | Wiebelsbach, Die Ettern 49° 49′ 17,4″ N, 8° 56′ 35,1″ O                                                             | Das Denkmal ist eine quadratische Steinsäule auf der eine Löwenfigur sitzt und steht unter Denkmalschutz. |
|                 | Hainburg                | Hainstadt                 | Hainstadt, vor der Kirche 50° 4′ 51,4″ N, 8° 56′ 35,2″ O                                                            | Das Gefallenendenkmal ist eine einfach Stele aus rotem Sandstein auf zweistufigem Fundament. |
| Weitere Bilder  | Hanau                   | Steinheim                 | Alter Jüdischer Friedhof Steinheim 50° 6′ 19,2″ N, 8° 54′ 34,4″ O                                                   | Das Kriegerdenkmal stellt einen hessischen Soldaten mit Fahne dar. Es wurde 1902 ursprünglich am Steinheimer Obertor aufgestellt aber 1939 oder 1936 auf den alten jüdischen Friedhof versetzt. |
| Weitere Bilder  | Hanau                   | Steinheim                 | Friedhof Steinheim-Süd 50° 6′ 20,9″ N, 8° 54′ 15,1″ O                                                               | Das Kriegerdenkmal, eine rechteckige Sandsteinstele, nennt die Namen von zwei Kriegsgefallenen. |
|                 | Hasselbach              | Hasselbach                | Hasselbach, Haingärtenstraße 50° 20′ 24,5″ N, 8° 20′ 38,6″ O                                                        | Das heute zentral in einer anlässlich der Dorfsanierung geschaffenen Anlage („Denkmalplatz“) positionierte Ehrenmal stand ursprünglich prominent an der Ecke Limburger Straße / Alte Gasse. Steht unter Denkmalschutz, siehe Liste der Kulturdenkmäler in Weilrod. |
| Weitere Bilder  | Hattersheim am Main     | Eddersheim                | Eddersheim, Bahnhofstraße/Hopfengarten 50° 2′ 26,3″ N, 8° 28′ 6,5″ O                                                | Obeliskenförmiges Mal in spätklassizistischer Gestaltung auf Stufenunterbau und detailreich verziertem Sockel mit Bronzetafeln zum Gedenken an die Kriege 1866, 1870/71 und 1914/18. Das Denkmal steht unter Denkmalschutz. |
| Weitere Bilder  | Heppenheim              | Heppenheim                | Heppenheim, Gräffstraße 49° 38′ 25,9″ N, 8° 38′ 37,9″ O                                                             | Teil der Ehrenmalanlage der Stadt Heppenheim an der Ecke Gräffstraße. Steht unter Denkmalschutz, siehe Liste der Kulturdenkmäler in Heppenheim (Bergstraße). |
|                 | Heppenheim              | Kirschhausen              | Kirschhausen, unterhalb der katholischen Pfarrkirche St. Bartholomäus 49° 38′ 44,9″ N, 8° 41′ 18,9″ O               | Das Denkmal besteht aus mehreren Teilen von denen der Mittelteil dem Krieg 1870/71 gewidmet ist. Steht mit der Kirche unter Denkmalschutz, siehe Liste der Kulturdenkmäler in Heppenheim (Bergstraße). |
|                 | Heppenheim              | Unter-Hambach             | Unter-Hambach, Hambacher Tal 124 49° 39′ 20,4″ N, 8° 39′ 3″ O                                                       | Das Denkmal wurde im August 1885 errichtet. Vierkantiger, sich verjüngender Granitblock über dreistufigem Sockel. Auf der polierten Vorderseite Eichenkranz mit dem Datum 1870/71, Eisernes Kreuz sowie die Namen der Gefallenen. Steht unter Denkmalschutz, siehe Liste der Kulturdenkmäler in Heppenheim (Bergstraße). |
|                 | Heusenstamm             | Heusenstamm               | Heusenstamm, vor dem Friedhof 50° 3′ 37,3″ N, 8° 48′ 40,2″ O                                                        | Das Kriegerdenkmal in Form eines vierseitigen, sich nach oben verjüngenden Pfeilers steht auf quadratischem Sockel und hat einen Löwen mit Schild als Spitze. Es trägt die Inschrift „Den tapferen Kriegern“ und steht unter Denkmalschutz, siehe Liste der Kulturdenkmäler in Heusenstamm. |
|                 | Hochheim am Main        | Hochheim                  | Hochheim, Mainzer Straße 50° 0′ 38,6″ N, 8° 20′ 48,6″ O                                                             | Das Kriegerdenkmal in Form eines Obelisken auf Sockel mit verziertem Hochheimer Wappen und eisernem Kreuz als Spitze trägt die Signatur H. Salmen, Wiesbaden. Steht unter Denkmalschutz, siehe Liste der Kulturdenkmäler in Hochheim am Main. |
| Weitere Bilder  | Höchst im Odenwald      | Höchst im Odenwald        | Höchst im Odenwald, Friedhof 49° 47′ 55,1″ N, 8° 59′ 29,5″ O                                                        | Das Denkmal ist ein roter Sandsteinobelisk auf gemauertem Sockel, gekrönt von einem Kreuz. |
| Weitere Bilder  | Hofheim am Taunus       | Diedenbergen              | Diedenbergen, Friedhof 50° 3′ 41,2″ N, 8° 25′ 25,6″ O                                                               | Das Gefallenendenkmal des Gefreiten Georg Kiedrich von Diedenbergen (* 1853, gefallen in der Schlacht von Sedan am 1. September 1870) steht als Sonderform eines personengebundenen Einzel-Kriegerdenkmals von 1870/71 aufgrund geschichtlicher Bedeutung unter Denkmalschutz. |
| Weitere Bilder  | Hofheim am Taunus       | Hofheim                   | Hofheim am Taunus, Am Ehrenmal 50° 5′ 31,6″ N, 8° 26′ 40″ O                                                         | Das Gefallenendenkmal wurde am Sedantag 1871 eingeweiht. Es handelt sich um einen, von einem Kreuz gekrönten, Sandsteinobelisk. |
| Weitere Bilder  | Hofheim am Taunus       | Langenhain                | Kirchhof der Evangelischen Kirche Langenhain 50° 6′ 11,4″ N, 8° 23′ 41,9″ O                                         | Das Denkmal wurde 1877 eingeweiht. Auf hohem Postament mit Inschriften eine komposite, erst oberhalb eines Schaftringes kannelierte Säule mit bekrönendem Adler in Galvanoplastik. Auf dem glatten Teil des Säulenschaftes Nennung der Schlachtfelder. Das Denkmal ist bezeichnet "C. Rein in Höchst am Main" und steht mit der Kirche unter Denkmalschutz. |
|                 | Idstein                 | Heftrich                  | Heftrich, gegenüber Schule und Friedhof 50° 13′ 13,8″ N, 8° 19′ 51,2″ O                                             | Das Kriegerdenkmal besteht aus dem Adler auf einem grauen Obelisken. Das Denkmal steht unter Denkmalschutz, siehe Liste der Kulturdenkmäler in Idstein. |
| Weitere Bilder  | Idstein                 | Walsdorf                  | Kriegerdenkmal Walsdorf (Idstein) 50° 16′ 16,4″ N, 8° 16′ 49,8″ O                                                   | Das Kriegerdenkmal wurde 1894 errichtet. Es handelt sich um einen Obelisken, der von einem Adler bekrönt wird. Es steht unter Denkmalschutz, siehe Liste der Kulturdenkmäler in Idstein. |
|                 | Idstein                 | Wörsdorf                  | Wörsdorf, Hauptstraße bei Rathaus und Kirche 50° 14′ 46,9″ N, 8° 15′ 24,2″ O                                        | Das Kriegerdenkmal besteht aus einer Germania auf rotem Sandsteinsockel. |
| Weitere Bilder  | Kiedrich                | Kiedrich                  | Kiedrich, Alter Friedhof, Mühlweg 50° 2′ 28″ N, 8° 5′ 15″ O                                                         | Obelisk aus gelblichem Sandstein. Ursprünglicher Standort war auf dem Marktplatz. Seit der Umsetzung 1974 fehlen der bekrönende Adler, Eisernes Kreuz mit Kranz sowie Kanonenläufe mit Kugeln. Die ursprüngliche Inschrift "Erinnerung an den siegreichen Feldzug 1870-71" mit den Namen der 4 Gefallenen und Teilnehmer wurde ersetzt durch "GIB ALLEN VÖLKERN DEINEN FRIEDEN 1986". Das Denkmal steht unter Denkmalschutz. |
| Weitere Bilder  | Königstein im Taunus    | Königstein                | Königstein, Kirchgärten (Limburger Straße) 50° 11′ 11″ N, 8° 28′ 0,1″ O                                             | Das 1878 geschaffene Denkmals wurde zunächst Ecke Limburger Straße/Bleichstraße (heute Herzog Adolph-Straße) aufgestellt und 1912 an den jetzigen Platz verlegt. Ursprünglich befand sich auf dem Denkmal eine von Gustav Eberlein geschaffene bronzene Germania; diese wurde aber im Ersten Weltkrieg eingeschmolzen. |
|                 | Kriftel                 | Kriftel                   | Kriftel, Lindenplatz 50° 5′ 3,9″ N, 8° 28′ 10,4″ O                                                                  | Granitsockel mit Namenstafeln, darauf ein Obelisk mit Eichenlaub, Eisernem Kreuz und Inschrift, gekrönt durch einen Adler. |
|                 | Lampertheim             | Lampertheim               | Lampertheim, im Stadtpark 49° 35′ 50″ N, 8° 28′ 28,5″ O                                                             | Sandstein-Obelisk in Form eines gotischen Kirchturms, der als Teil des Stadtparks unter Denkmalschutz steht. |
|                 | Langen                  | Langen                    | Friedhof Langen 49° 58′ 55″ N, 8° 40′ 56,8″ O                                                                       | Der Sockel des früheren Germania-Denkmals auf dem Friedhof ist erhalten. |
| Bild gesucht BW | Langenselbold           | Langenselbold             | Langenselbold, Alter Friedhof 50° 10′ 30″ N, 9° 2′ 49,1″ O                                                          | Sandsteinstele mit Kreuz. |
|                 | Lautertal               | Gadernheim                | Gadernheim, Friedhof 49° 42′ 52,6″ N, 8° 44′ 26,3″ O                                                                | Schlichter Sandsteinobelisk auf dem Friedhof von Gadernheim. Das Denkmal steht unter Denkmalschutz, siehe Liste der Kulturdenkmäler in Lautertal (Odenwald) |
|                 | Lautertal               | Reichenbach               | Reichenbach, am Friedhof 49° 42′ 41,7″ N, 8° 41′ 35,2″ O                                                            | Gedenkstein am Friedhof von Reichenbach. |
| Weitere Bilder  | Lindenfels              | Lindenfels                | Lindenfels, Schenkenberg 49° 41′ 10,4″ N, 8° 47′ 12,3″ O                                                            | Gedenkstein auf dem Schenkenberg. Daneben stehen noch Gedenksteine für die Opfer der beiden Weltkriege. |
|                 | Lindenfels              | Schlierbach               | Schlierbach, Kirchstraße 49° 40′ 59,8″ N, 8° 45′ 50,6″ O                                                            | Gedenkstein mit Kreuz neben der Evangelischen Kirche auf dem Friedhof von Schlierbach. |
| Bild gesucht BW | Linsengericht           | Altenhaßlau               | Altenhaßlau 50° 11′ 13,9″ N, 9° 11′ 42,1″ O                                                                         | Das Kriegerdenkmal nennt auch die Namen der zwei gefallenen Soldaten des Deutsch-Französischen Kriegs. |
| Weitere Bilder  | Lorch am Rhein          | Lorch                     | Lorch, Rheinallee 50° 2′ 36,6″ N, 7° 48′ 8,6″ O                                                                     | Obelisk aus gelben Sandstein, im Sockel eine Gedenktafel mit der Inschrift: „Zur Erinnerung an die im ruhmreichen Feldzuge 1870/71 gefallenen Krieger von Lorch“. Errichtet 1875 vom örtlichen Kriegerverein. Der auf dem Denkmal sitzende Sandsteinadler wurde Ende des 20. Jahrhunderts für den verschollenen Bronzeadler aufgesetzt. Hergestellt von der Fa. Meder & Sauer, Ehrenbreitstein. Das Denkmal steht unter Denkmalschutz. |
| Weitere Bilder  | Lorsch                  | Lorsch                    | Lorsch, Kaiser-Wilhelm-Platz vor dem Stadthaus 49° 39′ 6,7″ N, 8° 34′ 1″ O                                          | Das Denkmal steht unter Denkmalschutz. |
|                 | Mainhausen              | Mainflingen               | Mainflingen, Kirchgasse neben der Kirche 50° 2′ 3,6″ N, 9° 1′ 47,7″ O                                               | Das Denkmal für die Gefallenen des Deutsch-Französischen Krieges 1870/71 und des Ersten Weltkrieges 1914-1918 stellt eine um ihren gefallenen Sohn trauernde Mutter dar, die einer Pieta nachempfunden ist. Darunter befindet sich ein Relief, das die Kreuzigung Jesu zeigt. Beides wird getragen von einem Sockel, auf dem die Namen der gefallenen Soldaten angebracht sind. |
| Weitere Bilder  | Maintal                 | Hochstadt                 | Hochstadt, Hauptstraße vor der Kirche 50° 9′ 13,5″ N, 8° 50′ 8,3″ O                                                 | Obelisk aus Sandstein. |
|                 | Modautal                | Ernsthofen                | Ernsthofen, Platz unterhalb der Kirche 49° 46′ 24,6″ N, 8° 44′ 29″ O                                                | Gedenktafel an der Mauer unterhalb der Kirche. |
| Weitere Bilder  | Mörfelden-Walldorf      | Walldorf                  | Walldorf, Alter Friedhof 50° 0′ 15,6″ N, 8° 34′ 33,1″ O                                                             | Obelisk aus Sandstein mit Inschriften und Pickelhauben-Helm. |
| Weitere Bilder  | Mossautal               | Güttersbach               | Güttersbach, vor der Evangelischen Kirche 49° 36′ 53,2″ N, 8° 54′ 43,8″ O                                           | Sandsteinobelisk auf viereckiger Steinsäule. |
| Weitere Bilder  | Mühltal                 | Traisa                    | Traisa, Friedhof 49° 50′ 30,1″ N, 8° 42′ 13,6″ O                                                                    | Obelisk aus Sandstein mit Inschriftentafel. |
|                 | Mühlheim am Main        | Dietesheim                | Dietesheim, Kirchstraße vor der Kirche 50° 7′ 22,2″ N, 8° 51′ 15″ O                                                 | Obelisk mit Relief eines Eisernen Kreuzes im Siegeskranz und Inschrift: „Unseren tapferen Kämpfern 1870-71“. |
| Weitere Bilder  | Nauheim                 | Nauheim                   | Waldfriedhof Nauheim 49° 57′ 5,8″ N, 8° 26′ 48,8″ O                                                                 | Das Denkmal wurde im Juli 1899 auf dem heutigen Friedrich-Ebert-Platz eingeweiht. Es bestand aus einer viereckigen Säule aus schwarzem, polierten Granit und war mit einer Germania aus Aluminiumguss gekrönt. Im Zweiten Weltkrieg verlor die Germania durch Beschuss den erhobenen Arm mit Lorbeerkranz. 1946 sollte das Denkmal abgebaut werden, blieb aber erhalten und steht heute auf dem Waldfriedhof. |
|                 | Neu-Isenburg            | Neu-Isenburg              | Neu-Isenburg, Alter Friedhof 50° 2′ 46,7″ N, 8° 42′ 10,7″ O                                                         | Das Kriegerdenkmal von 1877 stellt eine Germania auf rotem Sandsteinsockel dar. Das Denkmal steht unter Denkmalschutz, siehe Liste der Kulturdenkmäler in Neu-Isenburg. |
| Weitere Bilder  | Nidda                   | Eichelsdorf               | Eichelsdorf, am Bach vor der Brücke 50° 27′ 11,3″ N, 9° 3′ 28″ O                                                    | Das Denkmal steht unter Denkmalschutz, siehe Liste der Kulturdenkmäler in Nidda. |
|                 | Nidda                   | Nidda                     | Nidda, bei Hindenburgstraße 2 50° 25′ 0,6″ N, 9° 0′ 30,5″ O                                                         | Das Kriegerdenkmal aus grauem Granit ist bekrönt durch einen Adler. Es steht unter Denkmalschutz, siehe Liste der Kulturdenkmäler in Nidda. |
| Weitere Bilder  | Nidda                   | Ulfa                      | Ulfa, Johannesplatz, vor der Grundschule 50° 27′ 49,2″ N, 9° 0′ 28,3″ O                                             | Das Kriegerdenkmal besteht aus einem rechteckigem Granitsockel, bekrönt durch den Adler. Es steht unter Denkmalschutz, siehe Liste der Kulturdenkmäler in Nidda. |
|                 | Ober-Mörlen             | Ober-Mörlen               | Ober-Mörlen, Friedhof 50° 22′ 36,8″ N, 8° 41′ 37,1″ O                                                               | Das Denkmal auf dem Friedhof in Ober-Mörlen steht mit dem Friedhof unter Denkmalschutz, siehe Liste der Kulturdenkmäler in Ober-Mörlen. |
|                 | Ober-Ramstadt           | Nieder-Modau              | Nieder-Modau, neben der evangelischen Kirche 49° 42′ 57,4″ N, 8° 50′ 5,5″ O                                         | Das Denkmal ist eine große Marmorplatte mit eingearbeiteten Namen. |
| Weitere Bilder  | Oberzent                | Beerfelden                | Hirschhorner Höhe 49° 33′ 29,5″ N, 8° 57′ 24,6″ O                                                                   | Das Kriegerdenkmal ist eines der drei Denkmäler im Ehrenhain an der Hirschhorner Höhe außerhalb des Ortes. Das große Sandsteinmonument ist von einem Kreuz bekrönt. Ursprünglich bildete ein Adler aus Bronze die Spitze. |
| Bild gesucht BW | Oberzent                | Rothenberg                | Rothenberg, Friedhof 49° 29′ 57″ N, 8° 54′ 55″ O                                                                    | Das Gefallenendenkmal aus schwarzem Marmor nennt die Toten der Weltkriege und die von 1870/71. |
| Weitere Bilder  | Oestrich-Winkel         | Oestrich                  | Rheinallee 50° 0′ 10,5″ N, 8° 1′ 44,2″ O                                                                            | Errichtet 1896. Hauptseite mit den Namen der vier Gefallenen, auf den anderen drei Seiten die Namen der Heimkehrer. Sandstein signiert mit Joh. Winter. Ursprünglicher Standort war vor dem Gasthaus Zum Schwan, mit kleiner Kanone und Einfriedung. Das Denkmal steht unter Denkmalschutz. |
| Weitere Bilder  | Oestrich-Winkel         | Winkel                    | Friedhof Winkel, Kirchstraße 49° 59′ 58,7″ N, 8° 0′ 30,2″ O                                                         | Kriegerdenkmal für die Opfer des 1. Weltkrieges. Gedenkplatten für die Opfer des Deutsch-Französischen Krieges 1870/71 sowie des 2. Weltkrieges zugefügt. Das Denkmal steht unter Denkmalschutz. |
|                 | Offenbach am Main       | Bieber                    | Friedhof Bieber, Dietesheimer Straße                                                                                | Kriegerdenkmal für die Opfer des Deutschen Krieges 1866 und des Deutsch-Französischen Krieges 1870/71. Das Denkmal steht unter Denkmalschutz. |
| Weitere Bilder  | Offenbach am Main       | Offenbach                 | Alter Friedhof (Offenbach am Main) 50° 6′ 14,8″ N, 8° 46′ 51,4″ O                                                   | Das Denkmal für die Gefallenen des Deutsch-Französischen Kriegs wurde 1877/78 vom Offenbacher Bildhauer Josef Keller geschaffen und auf dem Aliceplatz aufgestellt. 1957 wurde es auf den Friedhof versetzt und markiert nun die Stelle, wo sich Gräber von im Krieg 1870/71 gestorbenen Soldaten befanden. Ursprünglich war das Denkmal mit der Skulptur einer Viktoria gekrönt. Diese ist beschädigt und ihre Reste verwahrt das Haus der Stadtgeschichte. |
| Weitere Bilder  | Otzberg                 | Habitzheim                | Habitzheim, Freier Platz 49° 50′ 59,3″ N, 8° 52′ 47″ O                                                              | Roter Sandsteinobelisk mit seitlich angebrachten schwarzen Tafeln Das Denkmal steht unter Denkmalschutz. |
|                 | Otzberg                 | Hering                    | Hering, Friedhof 49° 49′ 14,3″ N, 8° 54′ 52″ O                                                                      | Roter Sandsteinobelisk. Das Denkmal steht unter Denkmalschutz. |
|                 | Otzberg                 | Nieder-Klingen            | Nieder-Klingen, Friedhof 49° 49′ 17,8″ N, 8° 53′ 32,5″ O                                                            | Rote Sandsteinsäule mit Abdeckplatte und Helm. Das Denkmal steht unter Denkmalschutz. |
| Weitere Bilder  | Pfungstadt              | Eschollbrücken            | Eschollbrücken, Freitagsgasse 23 49° 48′ 37,7″ N, 8° 33′ 48,1″ O                                                    | Das Gefallenendenkmal von 1879 steht vor der Evangelischen Kirche und ist ein Sandsteinobelisk auf rechteckigem Sockel. |
| Weitere Bilder  | Pfungstadt              | Pfungstadt                | Pfungstadt, Kaplaneigasse, Happelgasse 49° 48′ 6,2″ N, 8° 36′ 7,6″ O                                                | Das Gefallenendenkmal ist ein roter Sandsteinobelisk auf rechteckigem Sockel und steht unter Denkmalschutz, siehe Liste der Kulturdenkmäler in Pfungstadt. |
|                 | Reichelsheim (Odenwald) | Reichelsheim              | Reichelsheim, auf dem Friedhof 49° 42′ 57,4″ N, 8° 50′ 5,5″ O                                                       | Das Denkmal ist eine Sandsteinsäule. |
| Bild gesucht BW | Reichelsheim (Wetterau) | Dorn-Assenheim            | Dorn-Assenheim, Wetterauer Straße 50° 20′ 25,7″ N, 8° 50′ 30,2″ O                                                   | Das Denkmal aus dem Jahr 1910 steht unter Denkmalschutz, siehe Liste der Kulturdenkmäler in Reichelsheim (Wetterau). |
|                 | Reichelsheim (Wetterau) | Reichelsheim              | Reichelsheim, Vor dem Rathaus 50° 21′ 21,9″ N, 8° 52′ 25″ O                                                         | Das Denkmalein Obelisk, steht unter Denkmalschutz, siehe Liste der Kulturdenkmäler in Reichelsheim (Wetterau). |
| Weitere Bilder  | Reinheim                | Reinheim                  | Reinheim, Bahnhofstraße 16 49° 49′ 44,8″ N, 8° 50′ 4,3″ O                                                           | Das Kriegerdenkmal aus der Zeit um 1900 besteht aus einem bossiertem Sockel und darauf einem geschliffene Granitquader mit Schriftfeldern. Ein aus Bronze gegossener Fahnenträger steht auf diesem in Siegerpose. Das Denkmal steht unter Denkmalschutz, siehe Liste der Kulturdenkmäler in Reinheim. |
| Weitere Bilder  | Riedstadt               | Crumstadt                 | Crumstadt, Darmstädter Straße 1 49° 48′ 34″ N, 8° 30′ 55,3″ O                                                       | Das Gefallenendenkmal steht im Vorgarten der Evangelischen Kirche und ist ein roter Sandsteinobelisk auf quadratischem Sockel. |
|                 | Riedstadt               | Leeheim                   | Leeheim, neben der Evangelischen Kirche 49° 51′ 26,4″ N, 8° 26′ 37,1″ O                                             | Das Denkmal ist ein roter Sandsteinobelisk. |
| Weitere Bilder  | Riedstadt               | Wolfskehlen               | Wolfskehlen, Kirchplatz 49° 51′ 11″ N, 8° 29′ 56,2″ O                                                               | Das Kriegerdenkmal ist ein viereckiges Denkmal aus Sandstein, das an der Vorderseite mit einem Helm und einem Siegerkranz geschmückt ist. |
|                 | Rödermark               | Ober-Roden                | Frankfurter Straße vor St. Nazarius (Ober-Roden) 49° 58′ 42,1″ N, 8° 49′ 39,4″ O                                    | Der Obelisk trägt einen Kreuzaufsatz, im oberen Bereich ein Sandsteinrelief mit Schwert im Siegerkranz und im unteren Bereich eine Inschrift. Steht unter Denkmalschutz, siehe Liste der Kulturdenkmäler in Rödermark. |
|                 | Rödermark               | Urberach                  | Urberach, Friedhof 49° 58′ 8,6″ N, 8° 47′ 24,3″ O                                                                   | Der Sandsteinobelisk trägt eine Inschrift mit den Namen der gefallenen Soldaten und wird von einem Sockel getragen, den ein Relief mit Fahnen und Kanonen ziert. |
|                 | Rodgau                  | Dudenhofen                | Dudenhofen, an der Friedhofskapelle 50° 0′ 46,8″ N, 8° 53′ 19,2″ O                                                  | An der Friedhofskapelle sind drei Schildförmige Tafeln mit den Namen der Kriegsteilnehmer angebracht. Daneben besteht auf dem Friedhof ein Gedenkstein aus rotem Sandstein für den Gefallenen P.A. Walter, der auch auf der Weltkriegsdenkmalanlage auf dem Friedhof genannt wird. |
|                 | Rodgau                  | Jügesheim                 | Alter Friedhof Jügesheim 50° 0′ 38,6″ N, 8° 20′ 48,6″ O                                                             | Der Obelisk trägt einen Kugelaufsatz, am Fuß ein Sandsteinrelief mit Eisernem Kreuz und am Sockel eine Gedenktafel. Steht unter Denkmalschutz, siehe Liste der Kulturdenkmäler in Rodgau. |
|                 | Rodgau                  | Nieder-Roden              | Nieder-Roden, Ober-Rodener Straße 49° 59′ 38″ N, 8° 51′ 57,6″ O                                                     | Kriegerdenkmal in Rodgau (Hessen), Stadtteil Nieder-Roden in Form eines Wegekreuzes aus rotem Sandstein. Die Inschrift im Sockel erinnert an die Gefallenen von 1870. Das Denkmal steht unter Denkmalschutz, siehe Liste der Kulturdenkmäler in Rodgau. |
|                 | Rosbach vor der Höhe    | Rodheim vor der Höhe      | Rodheim vor der Höhe, gegenüber dem Kirchturm 50° 15′ 54,6″ N, 8° 42′ 10,4″ O                                       | Das Denkmal ist ein Obelisk aus rotem Sandstein. |
| Weitere Bilder  | Rüdesheim am Rhein      | Eibingen                  | Friedhof Eibingen, Marientalerstraße 49° 59′ 8,7″ N, 7° 55′ 39,5″ O                                                 | Inschrift: "Sie starben den Heldentod fürs Vaterland 1870 im Vereinslazareth Eibingen". Sandstein mit Schwert und Lorbeer aus Guss. Das Denkmal steht unter Denkmalschutz. |
| Weitere Bilder  | Rüdesheim am Rhein      | Rüdesheim                 | am Rand des Landschaftsparks Niederwald oberhalb der Stadt 49° 58′ 51,7″ N, 7° 53′ 59,4″ O                          | Das 1883 eingeweihte Niederwalddenkmal ist eines der größten und bekanntesten Denkmale der Einigungskriege. |
| Weitere Bilder  | Rüdesheim am Rhein      | Rüdesheim                 | Friedhof Rüdesheim, Friedhofsweg 49° 59′ 6″ N, 7° 56′ 25,8″ O                                                       | Sandstein mit Inschrift: "Der Kriegerverein Rüdesheim seinen gefallenen Kameraden". Rückseite: "Treue und Tapferkeit fuer Koenig, Kaiser und Vaterland". Das Denkmal steht unter Denkmalschutz. |
|                 | Rüdesheim am Rhein      | Rüdesheim                 | Friedhof Rüdesheim, Friedhofsweg                                                                                    | Ehrenmal für die gefallenen Mitglieder des Männergesangvereins. Inschrift: "Den Helden". Errichtet 1875. Das Denkmal steht unter Denkmalschutz. |
| Bild gesucht BW | Rüsselsheim am Main     | Bauschheim                | Garten der Evangelische Kirche Bauschheim 49° 57′ 34,9″ N, 8° 22′ 33,6″ O                                           | Das Kriegerdenkmal ist eine Figurengruppe aus rotem Sandstein, die aus einer Mutter und drei Kindern besteht, die an einem Soldatengrab trauern. |
| Weitere Bilder  | Schaafheim              | Schaafheim                | Schaafheim, Lindenstraße 49° 55′ 20,4″ N, 9° 0′ 20,4″ O                                                             | Mit Ehrenkreuz und Löwen-Wappen verzierter schwarzer Stein-Obelisk auf vierstufigem Sockel, gekrönt von einem Bronze-Adler |
|                 | Schlangenbad            | Bärstadt                  | Bärstadt, Hauptstraße neben 24 50° 6′ 8,3″ N, 8° 4′ 24,1″ O                                                         | Ehrenmal für die Teilnehmer des Deutschen Krieges 1866 und des Deutsch-Französischen Kriegs, errichtet vom Krieger- und Militärverein Bärstadt 1914. Das Denkmal steht unter Denkmalschutz. |
| Weitere Bilder  | Seeheim-Jugenheim       | Jugenheim                 | Jugenheim, Sandmühlstraße/Ecke Bahnhofstraße 49° 45′ 20,1″ N, 8° 38′ 9,6″ O                                         | Brunnenanlage von 1909. Das Denkmal steht unter Denkmalschutz, siehe Liste der Kulturdenkmäler in Seeheim-Jugenheim. |
|                 | Seeheim-Jugenheim       | Seeheim                   | Seeheim, Kirchstraße an der östlichen Friedhofsmauer 49° 45′ 53″ N, 8° 38′ 50,6″ O                                  | Bildnis in einem Bildstock aus Stein, daneben zwei Namensplatten aus Marmor. |
|                 | Sulzbach (Taunus)       | Sulzbach                  | Alter Friedhof 50° 7′ 57,6″ N, 8° 31′ 51,2″ O                                                                       | Das Kriegerdenkmal wurde vom ehemaligen Kirchfriedhof neben die Veteranengräber auf dem Alten Friedhof versetzt. Es besteht aus einem hohen Sockel und Postament mit Inschriftfeldern und darüber einem kurzen Obelisk mit Reliefs, spätklassizistisch streng gegliedert. Es steht unter Denkmalschutz, siehe Liste der Kulturdenkmäler in Sulzbach (Taunus). |
| Weitere Bilder  | Trebur                  | Trebur                    | Friedhof Trebur 49° 55′ 34,5″ N, 8° 24′ 35″ O                                                                       | Beschrifteter Sandsteinobelisk. |
| Weitere Bilder  | Usingen                 | Usingen                   | Friedhof Usingen 50° 20′ 15,7″ N, 8° 32′ 23,6″ O                                                                    | Das Kriegerdenkmal wurde 1987 vom Schlossplatz auf dem Friedhof versetzt. Es stellt einen antikisierenden Sarkophag dar, der von Eichenkreuzen und Eisernen Kreuzen geschmückt ist. Umrundet wird es durch Pfeiler aus Buntsandstein. Tafeln nennen die Namen der Gefallenen aus Usingen. Es steht unter Denkmalschutz, siehe Liste der Kulturdenkmäler in Usingen. |
|                 | Usingen                 | Usingen                   | Evangelische Laurentiuskirche Usingen 50° 20′ 0,5″ N, 8° 32′ 9″ O                                                   | In der Evangelischen Laurentiuskirche Usingen erinnert eine Gedächtsnistafel an die 5 Soldaten aus Usingen, die im Deutsch-Französischen Krieg starben. |
| Weitere Bilder  | Waldems                 | Esch                      | Esch, B 8 50° 15′ 1,4″ N, 8° 19′ 5,6″ O                                                                             | Als Obelisk mit Eisernem Kreuz, Lorbeerkranz und Adler weitverbreitete Denkmalform des 19. Jahrhunderts, hier noch am originalen Standort im östlichen Ortsbereich an der Bundesstraße 8. Das Denkmal steht unter Denkmalschutz. |
|                 | Wehrheim                | Wehrheim                  | Friedhof Wehrheim 50° 18′ 15,3″ N, 8° 34′ 36,7″ O                                                                   | Das Kriegerdenkmal für den deutsch-französischen Krieg 1870/71 hat die Form eines Obelisken, dessen Spitze durch eine Kugel ersetzt ist. In einem Lorbeerkranz ist die Jahreszahl 1870/71 genannt. |
|                 | Weiterstadt             | Gräfenhausen              | Kriegerdenkmal Gräfenhausen 49° 55′ 47,4″ N, 8° 36′ 0,6″ O                                                          | Das Kriegerdenkmal besteht aus einem Obelisk aus Naturstein mit einem Adler aus Metall auf der Spitze. Es steht unter Denkmalschutz, siehe Liste der Kulturdenkmäler in Weiterstadt. |
|                 | Weiterstadt             | Weiterstadt               | Weiterstadt, hinter der evangelischen Kirche 49° 54′ 22″ N, 8° 34′ 56,2″ O                                          | Das Kriegerdenkmal ist ein Sandsteinobelisk auf dreistufigem Fundament. |
| Bild gesucht BW | Wiesbaden               | Wiesbaden-Auringen        | vor dem Auringer Friedhof 50° 7′ 35,4″ N, 8° 19′ 12,6″ O                                                            | Das Kriegerdenkmal ist ein Obelisk aus gelbem Sandstein, gekrönt mit einem Adler. |
| Weitere Bilder  | Wiesbaden               | Wiesbaden-Nordost         | Alter Friedhof Platter Straße                                                                                       | Auftraggeber des Monuments war die Stadt Wiesbaden, feierliche Enthüllung am 18. Oktober 1874. Architekt: Christian Dähne. Ein Obelisk gründet auf einem aus französischen Felssteinen aufgeschichteten Hügel und wird von einer Victoria-Figur bekrönt. Die Figur stammt vom Berliner Bildhauer Christian Daniel Rauch. Die vier Bronze-Adler (verschollen) und Gedenktafeln (verschollen) stammen aus einer Zusammenarbeit von Rauch mit dem Bildhauer Hermann Schies. Steinmetzarbeiten: Philipp Knauer, Fa. Ross & Knauer (Wiesbaden).                          |
| Weitere Bilder  | Wiesbaden               | Wiesbaden-Rheingauviertel | Schiersteiner Straße 50° 4′ 5,7″ N, 8° 13′ 25,8″ O                                                                  | Das Kriegerdenkmal wurde 1874 errichtet. Über einem viereckigen Denkmal sind Adler und andere Schmuckelemente angebracht. Es steht unter Denkmalschutz, siehe Liste der Kulturdenkmäler in Wiesbaden-Rheingauviertel. |
|                 | Wiesbaden               | Wiesbaden-Sonnenberg      | Talstraße 50° 6′ 8,9″ N, 8° 15′ 53,5″ O                                                                             | Das Kriegerdenkmal besteht aus einem hohen Obelisk aus rotem Mainsandstein mit einem Adler aus Metall auf der Spitze. |
| Weitere Bilder  | Zwingenberg             | Zwingenberg               | Zwingenberg, Orbisstraße 49° 43′ 46,6″ N, 8° 37′ 6,9″ O                                                             | Das Kriegerdenkmal befand sich ursprünglich auf dem Löwenplatz und wurde am 2. September 1895 durch den "Kriegerverein Zwingenberg" eingeweiht. Das dreiteilige Denkmal mit Basis, Mittelteil und hellem Obeliskenaufsatz steht auf einem getreppten Sockel. Am Obelisk befindet sich ein Wappenschild mit dem schwerttragenden großherzoglich-hessischen Löwen, die ursprüngliche Bekrönung, die aus einem metallenem Reichsadler bestand, ist heute verloren. Das Denkmal steht unter Denkmalschutz, siehe Liste der Kulturdenkmäler in Zwingenberg (Bergstraße). |

#### Frankfurt am Main
| Gedenkstein auf dem Alten Friedhof |

| Gedenkstein Weil |

| Kriegerdenkmal Fechenheim |

| Kriegerdenkmal Griesheim |

| Obelisk auf dem Alten Friedhof |

| Kriegerdenkmal |

| Obelisk Oberrad |

| Kriegerdenkmal Preungesheim |

| Kriegerdenkmal Schwanheim |

| Zwei Ehrenmale des Südfriedhofs |

| Kriegerdenkmal Seckbach |

| Bild           | Ort               | Ortsteil                | Lage                                                                                    | Beschreibung |
| -------------- | ----------------- | ----------------------- | --------------------------------------------------------------------------------------- | --- |
| Weitere Bilder | Frankfurt am Main | Frankfurt-Bockenheim    | Kriegerdenkmal Bockenheim auf dem Alten Friedhof Bockenheim 50° 7′ 5,9″ N, 8° 38′ 20″ O | Der 1875 errichtete Gedenkstein erinnert an die drei gefallenen Bürger von Bockenheim. Das Denkmal steht unter Denkmalschutz, siehe Liste der Kulturdenkmäler in Frankfurt-Bockenheim |
| Weitere Bilder | Frankfurt am Main | Enkheim                 | Friedhof Enkheim 50° 8′ 59″ N, 8° 45′ 7,5″ O                                            | Der Gedenkstein erinnert an Philipp Jakob Weil, Musketier bei der 3. Comp. Des 3. Hess. Inf. Reg., geb. 29. Januar 1847, gefallen in der Schlacht bei Wörth 6. Aug. 1870. Das Denkmal steht unter Denkmalschutz, siehe Liste der Kulturdenkmäler in Frankfurt-Bergen-Enkheim.                                                                      |
| Weitere Bilder | Frankfurt am Main | Frankfurt-Fechenheim    | Fechenheim, Starkenburger Straße 1 50° 7′ 17,5″ N, 8° 46′ 20,1″ O                       | Klassizistisches Kriegerdenkmal von 1871 als Sandsteinobelisk auf Postament. Das Denkmal steht unter Denkmalschutz, siehe Liste der Kulturdenkmäler in Frankfurt-Fechenheim |
|                | Frankfurt am Main | Frankfurt-Griesheim     | Griesheim, Friedhof Griesheim 50° 6′ 6,7″ N, 8° 36′ 8″ O                                | Sandstein-Obelisk mit schwarzen Schrifttafeln. |
|                | Frankfurt am Main | Nieder-Erlenbach        | Nieder-Erlenbach, Alter Friedhof 50° 12′ 9,4″ N, 8° 42′ 23,3″ O                         | Ein schlichter kleiner Obelisk aus rotem Mainsandstein erinnert an die Verstorbenen des Krieges 1870/71. |
| Weitere Bilder | Frankfurt am Main | Frankfurt-Nordend       | Nordend, Germaniaplatz 50° 7′ 29″ N, 8° 42′ 5,4″ O                                      | Das Kriegerdenkmal von 1874 besteht aus einem Würfel, auf dem ein aus rotem Mainsandstein gehauener Obelisk steht, der mit Sinnbildern geschmückt ist. Das Denkmal steht unter Denkmalschutz, siehe Liste der Kulturdenkmäler in Frankfurt-Nordend (G–K)                                                                                           |
| Weitere Bilder | Frankfurt am Main | Frankfurt-Oberrad       | Alter Friedhof Oberrad 50° 5′ 43,7″ N, 8° 43′ 21,8″ O                                   | Der Sandsteinobelisk mit Inschrift stand ursprünglich vor der alten Dorfkirche. Das Denkmal steht unter Denkmalschutz, siehe Liste der Kulturdenkmäler in Frankfurt-Oberrad. |
| Weitere Bilder | Frankfurt am Main | Frankfurt-Preungesheim  | Ehrenmal Preungesheim auf dem Friedhof Preungesheim 50° 9′ 17″ N, 8° 41′ 12,9″ O        | Der 1884 (die Denkmaltopographie schreibt abweichend: Errichtet 1871) errichtete Sandsteinobelisk stand ursprünglich an der Homburger Landstraße, Ecke Weinstraße. 1861 wurde es im Rahmen von Straßenbaumaßnahmen auf den Friedhof transloziert. Das Denkmal steht unter Denkmalschutz, siehe Liste der Kulturdenkmäler in Frankfurt-Preungesheim |
| Weitere Bilder | Frankfurt am Main | Frankfurt-Sachsenhausen | Auf dem Südfriedhof von Frankfurt am Main 50° 5′ 29,2″ N, 8° 41′ 37,5″ O                | Das zentrale Ehrenmal aus dem Jahr 1883 besteht aus gelbem Sandstein. Auf dem mächtigen Sockel die überlebensgroße Sandsteinskulptur einer sitzenden Frau mit einem Lorbeerkranz in der Hand, die als trauernde Germania aufgefasst werden kann.                                                                                                   |
| Weitere Bilder | Frankfurt am Main | Frankfurt-Sachsenhausen | Auf dem Südfriedhof von Frankfurt am Main 50° 5′ 29,2″ N, 8° 41′ 37,5″ O                | Das zweite Ehrenmal auf dem Südfriedhof aus dem Jahr 1881 ist ein Obelisk aus geschliffenem Granit für die im Deutsch-französischen Krieg 1870–1871 in Frankfurt verstorbenen französischen Soldaten. Inschrift: „A la mémoire des Soldats Francais Dècédés à Francfort 1870–1871 – Leurs Compatriotes 1881“.                                      |
|                | Frankfurt am Main | Frankfurt-Schwanheim    | Schwanheim, im Garten der St. Mauritius-Kirche 50° 5′ 17,1″ N, 8° 34′ 44,9″ O           | Sandstein-Obelisk mit Namen der Gefallenen. |
|                | Frankfurt am Main | Frankfurt-Seckbach      | Kirchhof der Marienkirche 50° 8′ 37″ N, 8° 43′ 32,5″ O                                  | Das Krieger-Ehrenmal für die Seckbacher, die während der Deutschen Einigungskriege 1864, 1866 und 1870/71 gefallen sind besitzt einen quaderförmigen Sockel mit einem Obelisk-artigen Aufsatz, in den Namen und Widmung eingemeißelt sind. |

In Frankfurt bestehen 20 Denkmale aus dieser Zeit. Da das Wissen um den Deutsch-Französischen Krieg weitgehend verschwunden sei und das Denkmal daher von vielen Besuchern nicht eingeordnet werden könne, setzte die Stadt eine Kommission für Erinnerungskultur ein, die anregte, alle 20 Denkmale mit einer gleichlautenden Informationstafel zu ergänzen, die die Hintergründe erläutern solle. Diese Tafeln wurden im Juli 2022 aufgestellt.

### Regierungsbezirk Gießen
| Aßlar |

| Aulenhausen |

| Beselich |

| Bettenhausen |

| Kriegerdenkmal in Biedenkopf |

| Ehringshausen |

| Elz |

| Denkmal in Gießen |

| Säule in Hadamar |

| Denkmal in Holzhausen |

| Kirberg |

| Denkmal in Kirtorf |

| Denkmal in Laubuseschbach |

| Denkmal in Lauterbach |

| Limburg |

| Gedenktafel in Lohra |

| Marburg |

| Tafel in Oberwalgern |

| Runkel |

| Denkmal in Solms |

| Denkmal in Weilburg |

| Kriegerdenkmal in Weilmünster |

| Villmar |

| Bild            | Ort                 | Ortsteil       | Lage                                                                                 | Beschreibung |
| --------------- | ------------------- | -------------- | ------------------------------------------------------------------------------------ | --- |
| Bild gesucht BW | Aßlar               | Aßlar          | Aßlar 50° 35′ 21,9″ N, 8° 27′ 52″ O                                                  | Das Kriegerdenkmal nennt auch die Namen der vier gefallenen Soldaten des Deutsch-Französischen Kriegs. |
|                 | Beselich            | Schupbach      | Nahe der Kirche 50° 27′ 15,7″ N, 8° 10′ 7,6″ O                                       | Das Kriegerdenkmal aus dem Jahr 1898 besteht aus einem grauen Marmorsockel und kleinem Pylon mit Reichsadler und Siegeskranz. Es steht unter Denkmalschutz, siehe Liste der Kulturdenkmäler in Beselich. |
| Weitere Bilder  | Biedenkopf          | Biedenkopf     | Biedenkopf, Marktplatz 50° 54′ 42,2″ N, 8° 31′ 50,2″ O                               | Das Kriegerdenkmal aus dem Jahr 1904 erinnert an die Kriege 1866 und 1870/71. Es ist mit Darstellungen in Bronze von sterbenden Soldaten nach dem Gedicht „Ich hatt' einen Kameraden“ von Ludwig Uhland und anderem geschmückt. |
| Weitere Bilder  | Ehringshausen       | Ehringshausen  | Ehringshausen, vor dem Rathaus 50° 36′ 4,6″ N, 8° 23′ 1,6″ O                         | Das Denkmal hat einen Pfeiler mit rustifiziertem Schaft, Lorbeerfries und bekrönendem Reichsadler, ist den Opfern der Kriege 1864, 1868, und 1870/71 gewidmet und steht unter Denkmalschutz. |
|                 | Elz                 | Elz            | Elz 50° 24′ 48,3″ N, 8° 1′ 48,6″ O                                                   | Der obere Obelisk der Denkmalanlage ist den Opfern der Ereignisse von 1848, 1864 und 1871 gewidmet und steht unter Denkmalschutz, siehe die Denkmalgeschützte Gebäude in Elz. |
|                 | Feldatal            | Ermenrod       | Ermenrod                                                                             | |
|                 | Fronhausen          | Oberwalgern    | Oberwalgern, in der Evangelischen Kirche Oberwalgern 50° 42′ 37,9″ N, 8° 39′ 55,5″ O | Tafel in der Evangelischen Kirche Oberwalgern. |
| Weitere Bilder  | Gießen              | Gießen         | Alter Friedhof Gießen 50° 34′ 59,9″ N, 8° 41′ 7,3″ O                                 | Das Denkmal steht mit dem gesamten Friedhof unter Denkmalschutz, siehe Liste der Kulturdenkmäler in Gießen. |
|                 | Gießen              | Gießen         | Botanischer Garten Gießen                                                            | Gedenkstein der Ludwigs-Universität Gießen für die gefallenen Studenten des deutsch-französischen Krieges 1870/71, aufgestellt im Botanischen Garten der Universität. |
| Weitere Bilder  | Greifenstein        | Holzhausen     | Holzhausen, Schulweg 50° 35′ 38,1″ N, 8° 16′ 54″ O                                   | Steht unter Denkmalschutz, siehe Liste der Kulturdenkmäler in Greifenstein (Hessen). |
|                 | Hadamar             | Hadamar        | Hadamar, auf dem Kirchhof der Liebfrauenkirche 50° 27′ 4,6″ N, 8° 2′ 41,6″ O         | Säule aus hellem Granit, aufgestellt durch den Kriegerverein Hadamar. |
|                 | Hünfelden           | Kirberg        | Kirchplatz bei der evangelischen Kirche 50° 18′ 36,7″ N, 9° 9′ 27,4″ O               | Das Denkmal ist ein Obelisk aus Sandstein bekrönt durch einen Reichsadler. An den Seiten befinden sich Inschrifttafeln. Das Denkmal steht unter Denkmalschutz. |
| Weitere Bilder  | Kirtorf             | Kirtorf        | Kirtorf, vor dem Rathaus 50° 46′ 8,3″ N, 9° 6′ 23,1″ O                               | Rechteckiger Sockel, darauf Säule in Form eines Burgturms, gekrönt durch einen Adler. |
| Weitere Bilder  | Laubuseschbach      | Laubuseschbach | Laubuseschbach, neben der alten Schule 50° 23′ 56,6″ N, 8° 20′ 8,7″ O                | Das Denkmal aus Lahnmarmor und in üblicher Gliederungsfolge aus beschriftetem Postament, Pylon und Reichsadler steht unter Denkmalschutz. |
|                 | Lauterbach          | Lauterbach     | Friedhof Lauterbach 50° 38′ 27,3″ N, 9° 23′ 49,3″ O                                  | Das Denkmal auf einem Unterbau aus Bruchsteinen und darauf ein großer Zippus mit Palmettenakroterien an den Ecken und bekrönt durch Kranz und Helm mit Federbusch ist signiert: "A[lexander]. Kramer, Fulda". An den vier Seiten befinden sich Inschrifttafeln. Das Denkmal steht unter Denkmalschutz.                               |
| Weitere Bilder  | Lauterbach          | Lauterbach     | Obergasse, vor Schloss Hohhaus 50° 38′ 11,3″ N, 9° 23′ 43,9″ O                       | Steinsäule mit stehendem Löwen und Inschriften auf jeder Seite. Das Denkmal steht unter Denkmalschutz. |
|                 | Lich                | Bettenhausen   | Friedhof 50° 28′ 55,8″ N, 8° 49′ 58,4″ O                                             | Das Kriegerdenkmal aus dem Jahr 1883 ist ein Obelisk aus grauem Stein mit Eisernem Kreuz. Die Gesamtanlage Friedhof mit der Gedenkstätte steht unter Denkmalschutz. |
|                 | Limburg an der Lahn | Eschhofen      | Eschhofen, Friedhofstraße 50° 23′ 24,1″ N, 8° 5′ 43,8″ O                             | Die steinerne Gedenkstele für die Gefallenen des Deutsch-Französischen Kriegs 1870/71 befand sich ursprünglich in der Langgasse neben dem Rathaus. Der schlichte Obelisk über einem quadratischen Unterbau ist mit einem eisernen Kreuz dekoriert. Das Denkmal steht unter Denkmalschutz.                                            |
| Weitere Bilder  | Limburg an der Lahn | Limburg        | Hauptfriedhof Limburg 50° 23′ 0,2″ N, 8° 2′ 45,5″ O                                  | Die Gedenktafel nennt die Gefallenen und die im Krankenhaus in Limburg verstorbenen Kriegsopfer. |
|                 | Lohra               | Lohra          | Evangelische Kirche Lohra 50° 44′ 14,4″ N, 8° 38′ 5,5″ O                             | Gedenktafel in der Evangelischen Kirche Lohra. |
| Weitere Bilder  | Marburg             | Marburg        | Hauptfriedhof Marburg 50° 48′ 14,9″ N, 8° 45′ 20,3″ O                                | Das Denkmal für die Gefallenen des Deutsch-Französischen Krieges 1870-71 im Marburger Hauptfriedhof wurde 1872 von Carl Schäfer erbaut. |
|                 | Marburg             | Ortenberg      | Ortenberg (Marburg), Ortenbergplatz 50° 49′ 0,2″ N, 8° 46′ 54,4″ O                   | Denkmal für 41 Gefallene des Deutsch-Französischen Krieges 1870-71 aus Kreis und Stadt Marburg. Standort Ortenbergplatz, früher Friedrichsplatz. |
|                 | Runkel              | Hofen          | Hofen, Mainzer Straße 50° 25′ 34,2″ N, 8° 9′ 29,5″ O                                 | Das schlichtes Kleindenkmal aus dem Jahr 1909 aus einem Sockel und Pylon besteht teils aus Kunst- und teils Werkstein. Vorne Ehrenkranz in getriebenem Metall. Steht unter Denkmalschutz, siehe Liste der Kulturdenkmäler in Runkel.                                                                                                 |
| Bild gesucht BW | Schlitz             | Schlitz        | An der Mauer der Sandkirche Schlitz 50° 40′ 48,4″ N, 9° 33′ 21,1″ O                  | Grabdenkmal für Heinrich Jumel, der in der Schlacht bei Gravelotte verwundet wurde, zurückkehrte und in Schlitz starb. Es handelt sich um eine hochformatige rechteckige Stele. In die rundbogige Vertiefung der Vorderseite ist ein Kreuz eingelassen.                                                                              |
| Weitere Bilder  | Schotten            | Schotten       | Schotten, Warte 50° 30′ 6,4″ N, 9° 6′ 51,9″ O                                        | Das Denkmal ist ein Obelisk mit Eisernem Kreuz und eisernen Applikationen von Helm und Schwert. Das Denkmal wurde ursprünglich auf dem Alten Friedhof aufgestellt und später auf das Geländes der Warte, einer Gedenkstätte für die Toten des Weltkriegs, versetzt.                                                                  |
|                 | Solms               | Oberndorf      | Oberndorf an der Mauer der Evangelischen Pfarrkirche 50° 31′ 31,2″ N, 8° 24′ 36,8″ O | Das Denkmal ist eine Namenstafel in der Umfriedungsmauer der Kirche. |
| Weitere Bilder  | Villmar             | Villmar        | Villmar, Burgstraße o. Nr. 50° 23′ 32,8″ N, 8° 11′ 17,5″ O                           | Das Kriegerdenkmal wurde 1875 errichtet. Sockel und Rundsäule sind aus Lahnmarmor, darüber der gusseiserne Reichsadler. Es steht unter Denkmalschutz, siehe Liste der Kulturdenkmäler in Villmar#Villmar. |
| Weitere Bilder  | Weilburg            | Weilburg       | Weilburg, Mauerstraße/Hinter dem Rathaus 50° 29′ 7,9″ N, 8° 15′ 31,6″ O              | Das Kriegerdenkmal wurde 1875 errichtet. Über dem gestuften Unterbau befindet sich ein Sockel und Pylonpfeiler. Der Reichsadler, sitzt auf Kriegsbeute. Es steht unter Denkmalschutz, siehe Liste der Kulturdenkmäler in Weilburg.                                                                                                   |
| Bild gesucht BW | Weilmünster         | Aulenhausen    | Friedhof 50° 25′ 59,5″ N, 8° 19′ 37,9″ O                                             | Das Kriegerdenkmal nennt auch die Namen der vier gefallenen Soldaten des Deutsch-Französischen Kriegs. |
|                 | Weilmünster         | Weilmünster    | Weilmünster, Rathausplatz 50° 25′ 54,8″ N, 8° 22′ 19,8″ O                            | Das Kriegerdenkmal des Kriegervereins ist ein Typendenkmal aus Lahnmarmor mit der üblicher Gliederung aus Postament und Pylon. Darauf befinden sich die Gussembleme Eichenkreuz, Helm und Schwert. Das Reichskreuz auf der Kugel wurde später ergänzt. Es steht unter Denkmalschutz, siehe Liste der Kulturdenkmäler in Weilmünster. |

### Regierungsbezirk Kassel
| Altenburschla |

| Inschriftentafeln in Bad Hersfeld |

| Battenberg |

| Edermünde |

| Frankenberg |

| Gersfeld |

| Friedenseiche Gieselwerder |

| Namenstafel Kloster Haina |

| Friedenseiche Hofgeismar |

| Obelisk in Hünfeld |

| Friedenseiche Immenhausen |

| Waldeccia in Korbach |

| Rotenburg an der Fulda |

| Soisdorf |

| Volkmarsen |

| Waldeck-Sachsenhausen |

| Wanfried |

| Ziegenhain |

| Bild            | Ort                    | Ortsteil               | Lage                                                                            | Beschreibung |
| --------------- | ---------------------- | ---------------------- | ------------------------------------------------------------------------------- | --- |
| Weitere Bilder  | Bad Hersfeld           | Bad Hersfeld           | Bad Hersfeld, Neumarkt / Leonardt-Müller-Anlage 50° 52′ 11,1″ N, 9° 42′ 13,9″ O | Das Ehrenmal wurde im Jahr 1877 auf dem Neumarkt gegenüber der Klosterschule als Obelisk errichtet. Es wurde 1945 beseitigt. Die Inschriftentafeln, die sich auf den vier Seiten in der Basis des Obelisken befanden (mit dem kaiserlichen Emblem), wurden in der Leonardt-Müller-Anlage an der Stadtmauer, gegenüber dem Stadtfriedhof, neu angebracht. |
| Bild gesucht BW | Battenberg (Eder)      | Battenberg             | auf dem Friedhof 51° 0′ 53,1″ N, 8° 38′ 31,3″ O                                 | Das Kriegerdenkmal nennt auch die Namen der 13 gefallenen Soldaten des Deutsch-Französischen Kriegs |
|                 | Edermünde              | Besse                  | Gudensberger Straße / Raiffeisenstraße 51° 13′ 7,7″ N, 9° 22′ 56,8″ O           | Das Kriegerdenkmal wurde 1902 von dem Bildhauer Leopold Fleischhacker geschaffen. |
| Weitere Bilder  | Eiterfeld              | Soisdorf               | Soisdorf, Vachaer Straße 50° 45′ 36,4″ N, 9° 53′ 39,1″ O                        | Das Gefallenendenkmal in Soisdorf nennt auch die Gefallenen des Kriegs 1870/71 und steht unter Denkmalschutz |
| Bild gesucht BW | Frankenberg (Eder)     | Frankenberg            | Frankenberg, Alter Friedhof 51° 3′ 33,5″ N, 8° 48′ 17,7″ O                      | Das Gefallenendenkmal von 1908 wurde 1939 anlässlich des NSDAP-Kreisparteitags versetzt, um eine größere Versammlungsfläche vor dem Rathaus zu schaffen. Es wurde dann am westlichen Ende des Obermarkts aufgestellt. 1979 wurde es in verkleinerter Form auf den alten Friedhof am Gernshäuser Weg versetzt.                                            |
|                 | Gersfeld               | Gersfeld               | Gersfeld, Fuldaer Straße 50° 27′ 4,4″ N, 9° 55′ 1,7″ O                          | Denkmal mit einem Dach auf viereckigen Sandsteinsäulen. Auf dem Dach sitzt ein Adler. |
|                 | Haina (Kloster)        | Haina                  | Kloster Haina, innen 51° 1′ 48,7″ N, 8° 58′ 35,6″ O                             | Im Kloster Haina erinnert eine Namenstafel an die Gefallenen des Krieges. |
| Weitere Bilder  | Hofgeismar             | Hombressen             | Hombressen, „Warthügel“ 51° 30′ 10,2″ N, 9° 26′ 51,7″ O                         | Die „Friedenseiche“ wurde 1871 anlässlich des Sieges im Deutsch-Französischen Krieges gepflanzt. Die Eiche steht als Naturdenkmal unter Schutz, siehe Liste der Naturdenkmale in Hofgeismar. |
|                 | Hünfeld                | Hünfeld                | Hünfeld, Am Anger 50° 40′ 26,8″ N, 9° 45′ 55,7″ O                               | Das Kriegerdenkmal in Hünfeld ist ein mehrstufiger roter Sandsteinobelisk, gekrönt von einem Adler. |
| Weitere Bilder  | Immenhausen            | Holzhausen             | Ortsmitte von Holzhausen, an der Kasseler Straße 51° 25′ 17,6″ N, 9° 32′ 17″ O  | Die „Friedenseiche“ wurde 1871 anlässlich des Sieges im Deutsch-Französischen Krieges gepflanzt. Die Eiche steht als Naturdenkmal unter Schutz, siehe Liste der Naturdenkmale in Immenhausen. |
| Weitere Bilder  | Korbach                | Korbach                | Korbach, vor der Kilianskirche 51° 16′ 17,8″ N, 8° 52′ 19,4″ O                  | Die sogenannte Waldeccia wurde durch den Adorfer Bildhauers Ernst Wilhelm Paul entworfen. Auf dem Fundament stehen die Namen der 27 gefallenen Soldaten des Deutsch-Französischen Krieges angebracht. Die Skulptur ist 350 Zentner schwer und besteht aus französischem Kalkstein.                                                                       |
| Bild gesucht BW | Rotenburg an der Fulda | Rotenburg an der Fulda | Im Schlosspark 50° 59′ 39,2″ N, 9° 43′ 53,7″ O                                  | Granitobelisk mit Adler auf der Spitze. |
|                 | Schwalmstadt           | Ziegenhain             | Landgraf-Philipp-Straße 50° 54′ 41,7″ N, 9° 14′ 16,3″ O                         | Denkmal aus schwarzem Marmor mit einem Adler auf der Spitze. |
| Bild gesucht BW | Volkmarsen             | Volkmarsen             | Volkmarsen, Lütersheimer Straße 51° 24′ 31,9″ N, 9° 7′ 6,5″ O                   | Obelisk mit Eisernem Kreuz im Lorbeerkranz und einem Adler auf der Spitze. |
| Bild gesucht BW | Waldeck                | Sachsenhausen          | Vor der Kirche 51° 14′ 40,6″ N, 9° 0′ 21,7″ O                                   | Obelisk mit Adler auf der Spitze. |
| Bild gesucht BW | Wanfried               | Altenburschla          | Evangelische Kirche Altenburschla 51° 9′ 0,1″ N, 10° 10′ 37,9″ O                | In der Evangelischen Kirche Altenburschla nennt eine Tafel die Namen der gefallenen Soldaten des Deutsch-Französischen Kriegs. |
| Weitere Bilder  | Wanfried               | Wanfried               | Wanfried, Stadtpark vor Gerhart-Hauptmann-Schule 51° 11′ 1,4″ N, 10° 10′ 5,4″ O | |
| Bild gesucht BW | Wesertal               | Gieselwerder           | Anger 51° 35′ 58,4″ N, 9° 33′ 2″ O                                              | In Gieselwerder wurde 1871 eine Friedenseiche gepflanzt. |

### Ehemalige Denkmale in Hessen
| Bild | Ort                 | Ortsteil  | Lage                                                                                | Beschreibung |
| ---- | ------------------- | --------- | ----------------------------------------------------------------------------------- | --- |
|      | Bad Soden am Taunus | Bad Soden | Alter Kurpark (Bad Soden) 50° 8′ 43,6″ N, 8° 30′ 8,1″ O                             | Am 11. April 1895 wurde das Denkmal zu Ehren der gefallenen Soldaten des Deutsch-Französischen Krieges im Westen der Parkanlagen enthüllt. |
| 0    | Darmstadt           | Darmstadt | Darmstadt, vor dem Hessischen Landesmuseum 49° 52′ 28,8″ N, 8° 39′ 12,7″ O          | Das Denkmal für die Gefallenen des Deutsch-Französischen Kriegs von 1879 wurde durch August Herzig geschaffen und vor dem Exerzierhaus (heute Landesmuseum) aufgestellt. Es zeigte eine Siegesgöttin auf rechteckigem Sockel. Das Denkmal wurde 1944 im Zweiten Weltkrieg beschädigt und 1952 abgerissen. Teile der Relief sind im Museum erhalten.                   |
| 0    | Herborn             | Herborn   | Herborn, Buttermarkt 49° 29′ 57″ N, 8° 54′ 55″ O                                    | Das Gefallenendenkmal wurde 1872 auf dem Buttermarkt aufgestellt und musste später dem Marktbrunnen am gleichen Platz weichen. |
|      | Kassel              | Kassel    | Kassel, Auetor 51° 18′ 42,4″ N, 9° 29′ 54,7″ O                                      | In Kassel funktionierte man das Auetor in ein monumentales Kriegerdenkmal um. Der Kasseler Bildhauer Heinrich Wilhelm Brandt schuf einen übergroßen Adler, der dem Tor aufgesetzt wurde. Mit dem Neubau des Königlichen Theaters 1907 wurde das Tor abgerissen. |
| 0    | Niederselters       | Selters   | an der Brückenmühle an der Brücke zum Dauborner Weg 50° 20′ 11,7″ N, 8° 13′ 23,7″ O | Das Denkmal für die Gefallenen des Deutsch-Französischen Kriegs wurde Anfang des 20. Jahrhunderts eingeweiht und erinnerte an die zwei Gefallenen aus dem Ort. Das Kriegerdenkmal war nach 1945 in schlechtem Zustand und wurde im September 1952 abgetragen. Die Gedenktafeln wurden in der Friedhofskapelle angebracht, der das Denkmal krönende Adler eingelagert. |